# أسد حفيظ
أسد حفيظ هو طبيبٌ باكستاني، وهو الرئيس الحالي للمجلس التنفيذي لمنظمة الصحة العالمية.

## نبذه عن تعليمه
هو خريج كلية الطب التابعة للجيش، تخصص في طب الأطفال، وأصبح زميلاً لكلية الأطباء والجراحين في الباكستان والكلية الملكية لطب الأطفال وصحة الطفل في المملكة المتحدة.
حاصل على درجة الماجستير في علم الأوبئة من كلية لندن للصحة والطب، ودكتوراه في الصحة العامة من جامعة مانشستر

## المهنة
بعد العديد من المناصب التي تولاها في قطاع الصحة العامة في باكستان، تم تعيينه مديرا عاما للصحة في وزارة الخدمات الصحية الوطنية والتنظيم و التنسيق في عام 2010. وقد رحب به في هذا المنصب كونه طبيبا حيث أن هذه الوظيفة عادة تمنح للأشخاص المعنيين بسياسة.
في هذا المنصب، قاد مبادرات مختلفة بما في ذلك توفير برنامج التأمين الصحي الوطني المصمم لتغطية سكان أكثر من 100 مليون شخص.
وهو أيضا عميد كلية العلوم الطبية في جامعة القائد الأعظم، وعميد أكاديمية الخدمات الصحية، حيث يتولى مسؤولية تقديم المشورة السياسية للحكومة.
في عام 2015, مثَّل باكستان في المجلس التنفيذي لمنظمة الصحة العالمية، حيث تم انتخابه نائبا لرئيس المجلس في مايو من ذلك العام وأصبح رئيسا بعد ذلك بعامين.

## المنشورات
حفيظ نشر أكثر من 60 مقالا في مجلات يراجعها الأقران وهو مؤلف أو مساهم في عدد من الكتب والدراسات حول الصحة العامة.